# Moneda en la Antigua Roma
La moneda romana durante la mayor parte de la República romana y la mitad occidental del Imperio romano consistió en monedas incluyendo el áureo (latín, aureus, dorado), el denario (lat. denarius, de plata), el sestercio (lat. sestertius, de bronce), el dupondio (lat. dupondius, también de bronce) y el as (de cobre). Estas monedas se usaron desde mediados del siglo III a. C. hasta mediados del siglo III d. C.
Aún se aceptaban como pago en los territorios de influencia griega, incluso aunque en estas regiones se acuñasen monedas propias y algo de plata con otras denominaciones como imperial griego o monedas provinciales romanas.

## Historia
Los intercambios comerciales eran pagados inicialmente en bueyes u ovejas. La primera moneda fue la libra de cobre y después vinieron las monedas de plata (denarios y sestercios).
El comercio tendió al uso del sistema monetario basado en el áureo (latín aureus, dorado), aunque circulaba la plata y había una relación del valor oro-plata fijado legalmente.
Pero la moneda efectiva era la de plata. La moneda de plata pasó de 1/72 a 1/84 de libra (327,45 g) en la segunda guerra púnica, y no se modificó en tres siglos. Las monedas de cobre se empleaban para las fracciones, por lo que desaparecieron del gran comercio, y después dejaron de acuñarse los ases.
La libra de plata se descomponía así:
- El as grave (de unas diez onzas).
- El medio as (o semis).
- El tercio de as (o trien, de cuatro onzas).
- El cuarto de as (o cuadran, de tres onzas).
- El sexto de as (o sextan, de dos onzas).
- La onza.

Las dos últimas ya habían desaparecido de la circulación.
El Estado hacía circular monedas de cobre con un baño de plata, que se debían aceptar por su valor nominal. Naturalmente el que la recibía no sabía si la moneda era de plata o no lo era. Para sufragar ciertos gastos, el Estado hizo muchas tiradas de estas monedas, provocando una crisis monetaria que obligó a retirar gran parte de las mismas.
Desde 269 a. C. Roma acuñó monedas de plata llamadas denarios (1 denario = 10 ases = ¾ de libra de cobre) y sestercios (1/4 de denario = 1 sestercio = 2,5 ases) que sustituyeron al as. Pesaban 1,137 gramos. Siglos después el sestercio se acuñó en bronce.
El oro aún se empleaba de forma escasa. La relación entre el oro y la plata era de 1:11,91.
La fortuna media de Roma en la época era la posesión de 70 talentos, unos 420.000 denarios o 1.680.000 sestercios.

## Autoridad para acuñar monedas
Al contrario que muchas monedas modernas, las monedas romanas tenían valores intrínsecos. A pesar de contener metales preciosos, el valor de una moneda era más alto que su contenido de metal precioso, así que no eran lingotes. Estimaciones del valor de un denario varían entre 1,6 y 2,85 veces su contenido de metal; se considera que esto equivale al poder adquisitivo de diez libras esterlinas modernas (comparando precios de pan) y aproximadamente tres días de paga de un legionario.
La mayoría de la información escrita sobre monedas que sobrevive es en forma de papiros preservados en el clima seco de Egipto. El sistema monetario que existió en Egipto hasta la época de la reforma monetaria de Diocleciano era un sistema cerrado basado en el devaluado tetradracma. Aunque se puede considerar que el valor de esos tetradracmas era equivalente en valor al denario, su contenido de metal precioso era mucho más bajo. Evidentemente, no todas las monedas en circulación contenían metales preciosos, al ser el valor de estas monedas demasiado elevado para ser conveniente para compras ordinarias. Una dicotomía existía entre las monedas con valor intrínseco y aquellas con solo un valor simbólico. Esto se refleja en la infrecuente e inadecuada producción de monedas de bronce durante la república; desde la época de Sila hasta la de Augusto no se acuñaron monedas de bronce en absoluto. Incluso durante periodos durante los cuales se crearon monedas de bronce, su producción era a veces cruda y de baja calidad.
Durante el Imperio romano había una división en la autoridad para acuñar monedas de ciertos metales. Aunque se permitió a numerosas autoridades locales acuñar monedas de bronce, no se autorizó a ninguna autoridad local acuñar monedas de plata. Sobre la autoridad para acuñar monedas, Dión Casio escribe: "No se debería permitir a ninguna de las ciudades tener su propia moneda o sistema de pesos y medidas; se les debería exigir a todas utilizar las nuestras." Solo la propia Roma acuñaba monedas de metales preciosos, y la fábrica de moneda estaba centralizada en Roma durante la república y durante los primeros siglos del imperio. Algunas provincias orientales acuñaron monedas de plata, pero esas monedas eran denominaciones locales destinadas a circular y a satisfacer necesidades locales. La emisión de monedas de bronce se puede considerar de poco valor, y de poca importancia para el gobierno central de Roma, porque los gastos del Estado eran elevados y se podían pagar más fácilmente con monedas de alto valor. Se sabe que durante el siglo I un as sólo podía pagar una libra de pan o un litro de vino barato (o de acuerdo con inscripciones en paredes pompeyanas, los servicios de una prostituta barata). La importancia y la necesidad de denominaciones más pequeñas para la población de Roma eran posiblemente altas. Prueba de esto puede verse en las numerosas imitaciones de monedas de bronce claudianas que, aunque posiblemente no autorizadas por Roma, parece que fueron toleradas y se acuñaron en grandes cantidades. El Estado tenía poco incentivo o deseo para satisfacer la necesidad de monedas de bronce, porque utilizaba monedas principalmente como medios para pagar al ejército y a los funcionarios.

## Orígenes
El sistema monetario constituía la base del comercio romano, aunque no siempre fue así. En un principio Roma, como toda antigua civilización, utilizaba el trueque para el comercio. La primera unidad de medida fue la unidad del ganado, llamada pecua o pecunia, que dio origen al término "pecuniario". Este sistema de trueque fue reemplazado durante el inicio de las relaciones comerciales, estabilización de la situación interna romana y el contacto con los griegos, aproximadamente en el siglo V a. C. Las unidades de los primeros sistemas monetarios romanos eran unos lingotes irregulares de bronce y cobre, sin marca o inscripción, llamados aes rude; su valor dependía del peso, el cual variaba desde los ocho hasta los trescientos gramos. Esta moneda se siguió produciendo durante un largo periodo, llegando a pesar en algunos casos hasta 1600 g . En ocasiones incluía inscripciones de animales u objetos. La unidad de medida de los romanos era la litra o libra; una litra romana corresponde a 323 gramos actuales.

## El as y sus monedas fraccionarias

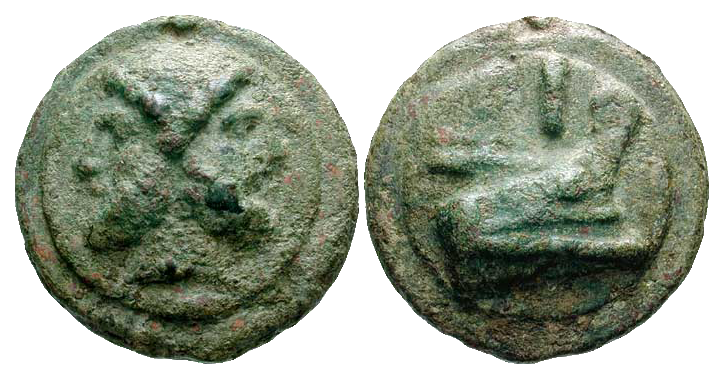
As (c. 240-225 a. C.).

El primer vestigio de moneda circular es el aes, o as, que data aproximadamente del año 280 a. C.. El as incluye un signo común (I). Cuando su peso se fijó en una litra romana, se denominó aes litral o as litral. Esta moneda es la primera de forma circular, y dio origen a otras monedas, como, por ejemplo, el semis. El semis era una moneda de bronce con la cabeza de Saturno, su marca era la S y su valor era el de medio as o seis onzas. El triente o trines equivalía a un tercio del as, estaba hecha de bronce, mostraba la cara de Minerva y su marca eran cuatro puntos. El quadrans, o cuadrante, era la moneda más pequeña; estaba hecha de bronce, mostraba la cara de Hércules, su marca eran tres puntos y valía un cuarto de un as. El sextans o sestante equivalía a un sexto del as, su símbolo eran dos puntos, mostraba la cabeza de Mercurio, era algo mayor que el cuadrante y estaba hecha de bronce. La onza equivalía a un doceavo del as, estaba hecha de bronce, su valor era un punto y su marca era la cabeza de Roma. La onza tenía múltiplos y divisores: la triple onza o teruncia; la moneda de cuatro onzas o quartuncia; la de cinco o quincunx; la de ocho o bes; la de nueve o dodrans; la de diez o dextans y la media onza o semuncia.

## El denario y sus monedas fraccionarias
La moneda oficial del imperio romano era el denario argentum, hecha de plata. El denario era una réplica del dracma que circulaba en la Magna Grecia y empezó a acuñarse después de la derrota de Pirro de Epiro. Equivalía a diez ases y se marcaba con una X, que correspondía al número de ases de su valor. El denario se utilizaba con frecuencia durante la república. Durante el alto imperio se acuñaron denarios en metal base (hierro) en las fronteras. Durante los reinados de Valeriano y Galieno el denario dejó de ser de plata, pasando a estar hecho de una mezcla de plata, cobre y estaño denominada vellón.
Una moneda fraccionaria del denario era el sestercio, cuyo símbolo era HS. El sestercio equivalía a un cuarto del denario. Su valor original eran 810 gramos, aunque en ocasiones se aproximaba a los mil gramos. Estaba hecho generalmente de cobre, aunque en algunos casos estaba hecho de plata.
Otra moneda fraccionaria del denario de plata era el quinario, que equivalía a cinco ases o medio denario. Por lo general el quinario se marcaba con una V, que correspondía al número de ases de su valor. Durante el inicio de la época imperial se acuñaron denario aureum, quinarios áureos o de oro; su valor equivalía a medio áureo. Su valor oscilaba entre diez denarios de plata hasta veinticuatro en su punto de máxima valorización. El denario de oro empezó a circular en la época de Julio César, siendo común a partir del reinado de Augusto. Su desvalorización comenzó durante el reinado de Aureliano.
La tremissis era una moneda de oro que equivalía a la tercera parte del áureo. Durante la época de Constantino I el áureo fue sustituido por una moneda llamada sólido áureo, que alcanzó una valorización de hasta dos mil denarios, siendo la moneda más común durante el bajo imperio y durante el posterior Imperio bizantino, donde sobrevivió con el nombre de nomisma. Las subdivisiones del sólido áureo eran las mismas nombradas para el áureo, además de otras creadas con las reformas económicas de Constantino I, como la silicua, que equivalía a la veinticuatroava parte de un sólido áureo.

## Monedas y su valor

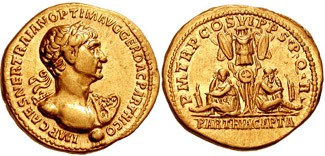
Áureo acuñadado por Trajano en 116 para conmemorar su victoria sobre el Imperio parto.

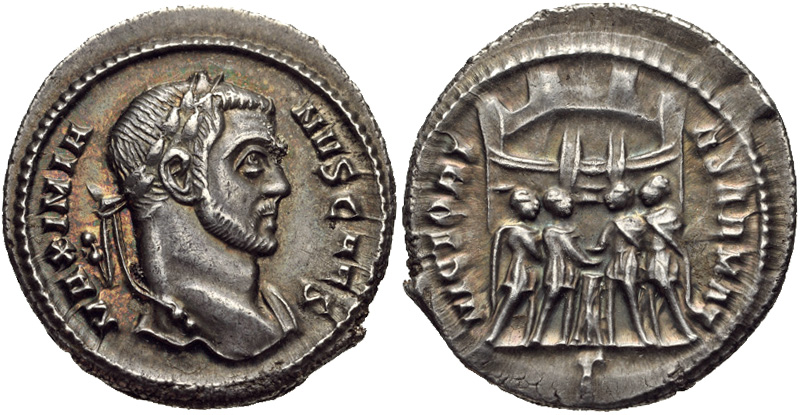
Argenteo acuñado por Galerio entre 295 y 297 para conmemorar sus victorias en Oriente.

|           | Denario | Sestercio | Dupondio | As    | Semis | Triens | Quadrans | Quincunx |
| --------- | ------- | --------- | -------- | ----- | ----- | ------ | -------- | -------- |
| Denario   | 1       | 4         | 5        | 10    | 20    | 30     | 40       | 24       |
| Sestercio | 1/4     | 1         | 1 1/4    | 2 1/2 | 5     | 7 1/2  | 10       | 6        |
| Dupondio  | 1/5     | 4/5       | 1        | 2     | 4     | 6      | 8        | 4 4/5    |
| As        | 1/10    | 2/5       | 1/2      | 1     | 2     | 3      | 4        | 2 2/5    |
| Semis     | 1/20    | 1/5       | 1/4      | 1/2   | 1     | 1 1/2  | 2        | 1 1/5    |
| Triens    | 1/30    | 2/15      | 1/6      | 1/3   | 2/3   | 1      | 1 1/3    | 4/5      |
| Quadrans  | 1/40    | 1/10      | 1/8      | 1/4   | 1/2   | 3/4    | 1        | 3/5      |
| Quincunx  | 1/24    | 1/6       | 5/24     | 5/12  | 5/6   | 1 1/4  | 1 2/3    | 1        |

|                   | Áureo  | Quinario Áureo | Denario | Quinario | Sestercio | Dupondio | As  | Semis | Quadrans |
| ----------------- | ------ | -------------- | ------- | -------- | --------- | -------- | --- | ----- | -------- |
| Áureo             | 1      | 2              | 25      | 50       | 100       | 200      | 400 | 800   | 1600     |
| Quinario Áureo    | 1/2    | 1              | 12 1/2  | 25       | 50        | 100      | 200 | 400   | 800      |
| Denario           | 1/25   | 2/25           | 1       | 2        | 4         | 8        | 16  | 32    | 64       |
| Quinario Argenteo | 1/50   | 1/25           | 1/2     | 1        | 2         | 4        | 8   | 16    | 32       |
| Sestercio         | 1/100  | 1/50           | 1/4     | 1/2      | 1         | 2        | 4   | 8     | 16       |
| Dupondio          | 1/200  | 1/100          | 1/8     | 1/4      | 1/2       | 1        | 2   | 4     | 8        |
| As                | 1/400  | 1/200          | 1/16    | 1/8      | 1/4       | 1/2      | 1   | 2     | 4        |
| Semis             | 1/800  | 1/400          | 1/32    | 1/16     | 1/8       | 1/4      | 1/2 | 1     | 2        |
| Quadrans          | 1/1600 | 1/800          | 1/64    | 1/32     | 1/16      | 1/8      | 1/4 | 1/2   | 1        |

|          | Solidus | Argenteo | Nummus | Radiate | Laureate | Denario |
| -------- | ------- | -------- | ------ | ------- | -------- | ------- |
| Sólido   | 1       | 10       | 40     | 200     | 500      | 1000    |
| Argenteo | 1/10    | 1        | 4      | 20      | 50       | 100     |
| Nummus   | 1/40    | 1/4      | 1      | 5       | 12 1/2   | 25      |
| Radiate  | 1/200   | 1/20     | 1/5    | 1       | 2 1/2    | 5       |
| Laureate | 1/500   | 1/50     | 2/25   | 2/5     | 1        | 2       |
| Denario  | 1/1000  | 1/100    | 1/25   | 1/5     | 1/2      | 1       |

|            | Solidus | Miliarense | Siliqua | Follis | Nummus |
| ---------- | ------- | ---------- | ------- | ------ | ------ |
| Sólido     | 1       | 12         | 24      | 180    | 7200   |
| Miliarense | 1/12    | 1          | 2       | 15     | 600    |
| Siliqua    | 1/24    | 1/2        | 1       | 7 1/2  | 300    |
| Follis     | 1/180   | 1/15       | 2/15    | 1      | 40     |
| Nummus     | 1/7200  | 1/600      | 1/300   | 1/40   | 1      |

## Monedas de pueblos antiguos usadas en Roma
Otras monedas utilizadas en la antigua Roma eran monedas de los antiguos pueblos, las cuales circulaban porque facilitaban el comercio y la integración de las provincias en el mercado romano. Entre ellas destacan la dracma griega antigua, el dicalco y el tetradracma griegos; el talento y la mina, monedas de Mesopotamia; los victoriatos, usados frecuentemente en Hispania; por último, el cistóforo de Pérgamo, el óbolo, el shekel, el triobolo y el trishekel, entre otras, usados en las colonias griegas y fenicias.
Las monedas de plata y bronce fueron introducidas en la Hispania Citerior, pero la moneda de plata fue retirada progresivamente y quedó la de bronce como única moneda. Entre el 218 a. C., año de la llegada de los romanos, y el 212 a. C. aparecieron las dracmas ibero-romanas acuñadas en Emporium y en otras cecas, siendo muy uniformes en cuanto a estilo.